# Еміль Дуніковський

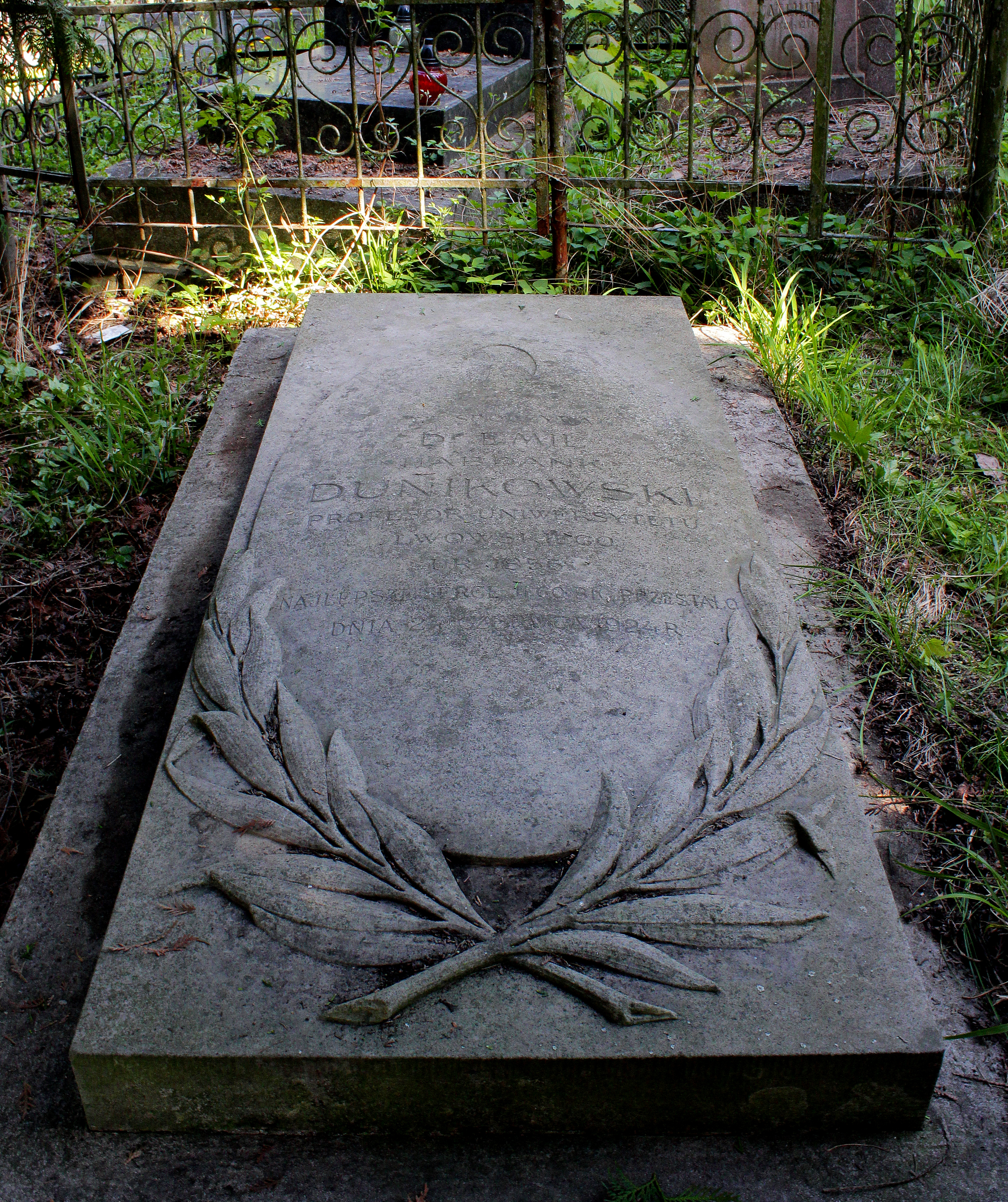

Еміль Абданк Дуніковський (пол. Emil Habdank Dunikowski; 13 грудня 1855, Бережани — 24 червня 1924, Львів) — польський геолог, мандрівник-дослідник та викладач університету.

## Біографія
Еміль Дуніковський народився 13 грудня 1855 року в місті Бережани. Навчався у Львові, Відні та Мюнхені. Він був видатним експертом в області геології гасу і шукав родовища нафти в Бещадах. 
З 1888 року він був професором у Львівському університеті. Він заробив багато грошей на нафті, ставши справжнім мільйонером. Він також проводив геологічні дослідження в Туреччині, Алжирі та Тунісі, а також в горах Сіхоте-Алінь. 
У 1897-1898 за проєктом архітектора Владислава Рауша збудував у Львові палац (віллу).
Зараз це Національний музей у Львові.
1906 року виїхав до Мексики та США. Під час своїх поїздок до США він займався не тільки геологічною розвідкою, а й етнографією індіанських племен. Результати досліджень були надруковані в багатьох книгах.
У 1892—1893 роках був головою Польського товариства природознавців імені Коперника.
1910 року змушений був продати віллу, на яку витратив понад 600 тис. крон, всього за 234 тис. крон. 
Подейкували, що витратив свої гроші на алхімічні дослідження.
Палац викупив митрополит Андрей Шептицький для потреб заснованого ним 1905 року єпархіального (церковного) музею.
Його син, Ян Едвард Збіґнєв Дуніковський, відомий як останній алхімік Європи, у міжвоєнні роки знаходився в центрі уваги європейських газет. Він оголосив, що винайшов запатентований метод перетворення будь-якої речовини в золото за допомогою променів «Z». Його кредитори змусили його піти навіть у в'язницю.
Помер 24 червня 1924 року в місті Львів.
Похований на полі № 4 Личаківського цвинтаря.